# Darja Domračevová
Darja Vladimirovna Domračevová (bělorusky Дар’я Уладзіміраўна Домрачава, rusky Да́рья Влади́мировна До́мрачева, * 3. srpna 1986, Minsk, Sovětský svaz, dnes Bělorusko), je bývalá běloruská biatlonistka a trojnásobná olympijská vítězka ze zimních olympijských her 2014 v Soči. Poprvé se výrazněji prosadila na mistrovství světa 2008 v Östersundu, kde získala se smíšenou štafetou stříbrnou medaili.
Je také držitelkou zlaté medaile ze štafety na Zimních olympijských hrách 2018 v Pchjongčchangu a bronzové medaile z vytrvalostního závodu ze Zimních olympijských her 2010 ve Vancouveru.
V celkovém hodnocení světového poháru jednou zvítězila, a to v sezóně 2014/15.

## Osobní život
Darja Domračevová se narodila v roce 1986 v Bělorusku v rodině architektů. Má staršího bratra. Po čtyřech letech se s rodiči odstěhovala do města Ňagaň nedaleko Chanty-Mansijsku v Rusku. V mládí se kromě biatlonu věnovala tanci a basketbalu. Vystudovala akademické gymnázium a na Tjumeňské státní univerzitě absolvovala kurzy v oboru managementu sportu. V roce 2009 získala diplom vyššího vzdělání „Ekonomika a management cestovního ruchu“ v běloruské státní Vysoké škole ekonomické.
Přestože žila v Rusku, udržovala si vztah s rodným Běloruskem, například trávila všechny své dovolené v Minsku. Zpět do Běloruska se přestěhovala v roce 2004. Zde dostala nabídku od hlavního trenéra týmu žen a tuto nabídku s radostí přijala, protože si vždy přála reprezentovat svou rodnou zem.[zdroj?] Po půl roce se podařilo zaregistrovat jí do běloruské reprezentace – rozhodujícím faktorem byl běloruský rodný list.

## Sportovní výsledky
Sezona 2007–2008 nebyla pro Domračevovou příliš úspěšná: trpěla zdravotními problémy, musela vynechat důležitou část předsezónní přípravy, což mělo vliv na její výsledky.
Na mistrovství světa 2011 v Chanty-Mansijsku obsadila třetí místo v ženském štafetovém závodě a druhé místo v závodě s hromadným startem. Další úspěchy přišly na mistrovství světa 2012 v Ruhpoldingu, kde vybojovala stříbrnou medaili ve sprintu a zvítězila ve stíhacím závodě. Na mistrovství světa 2013 v Novém Městě na Moravě přidala zlatou medaili v závodě s hromadným startem. Na světovém šampionátu 2017 v Hochfilzenu získala stříbrnou medaili ze stíhacího závodu, když do závodu vstupovala z 27. pozice po sprintu.
V té sobě patřila mezi nejlepší sportovce Běloruska. V sezoně 2014/2015 se stala nejlepší biatlonistkou sezony a poprvé v kariéře vyhrála velký křišťálový glóbus.
16. července 2016 se provdala za norského biatlonistu Ole Einara Bjørndalena. 1. října 2016 se jim narodila dcera Xenia. Do závodů světového poháru se vrátila 6. ledna 2017 sprintem v německém Oberhofu.
25. června 2018 oficiálně oznámila konec své sportovní kariéry. Nadále se chce více věnovat své rodině. Spolu s Bjørndalenem získali celkem dvanáct zlatých olympijských medailí a dvaadvacet titulů z mistrovství světa.

## Výsledky

### Olympijské hry a mistrovství světa
| Sezóna  | Akce | Místo                | SP  | SZ  | HZ  | IZ  | ŠT | SŠT | Věk    |
| ------- | ---- | -------------------- | --- | --- | --- | --- | -- | --- | ------ |
| 2006/07 | MS   | Anterselva           | 13. | 22. | DNF | –   | 5. | 13. | 20 let |
| 2007/08 | MS   | Östersund            | 46. | 25. | –   | –   | 5. | 2.  | 21 let |
| 2008/09 | MS   | Pchjongčchang        | 53. | 5.  | 6.  | 11. | 4. | 9.  | 22 let |
| 2009/10 | ZOH  | Vancouver            | 8.  | 15. | 6.  | 3.  | 7. | –   | 23 let |
| 2010/11 | MS   | Chanty-Mansijsk      | 26. | 35. | 2.  | 19. | 3. | 10. | 24 let |
| 2011/12 | MS   | Ruhpolding           | 2.  | 1.  | 5.  | 25. | 4. | 6.  | 25 let |
| 2012/13 | MS   | Nové Město na Moravě | 43. | 25. | 1.  | 33. | 7. | 11. | 26 let |
| 2013/14 | ZOH  | Soči                 | 9.  | 1.  | 1.  | 1.  | 4. | –   | 27 let |
| 2014/15 | MS   | Kontiolahti          | 25. | 7.  | 4.  | 16. | 7. | 4.  | 28 let |
| 2016/17 | MS   | Hochfilzen           | 27. | 2.  | 19. | 13. | 9. | 22. | 30 let |
| 2017/18 | ZOH  | Pchjongčchang        | 9.  | 37. | 2.  | 27. | 1. | 5.  | 31 let |

Poznámka: Výsledky z mistrovství světa se započítávají do celkového hodnocení světového poháru, výsledky z olympijských her se dříve započítávaly, od olympijských her v Soči 2014 se nezapočítávají.

### Světový pohár
Sezóna 2006/07
| ČSP              | Místo            | SP             | SZ  | HZ  | IZ  | ŠT | SŠT | STŘ |
| ---------------- | ---------------- | -------------- | --- | --- | --- | -- | --- | --- |
| 1.               | Östersund        | 16.            | 21. | –   | DNS | –  | –   | –   |
| 2.               | Hochfilzen       | 5.             | 9.  | –   | –   | 6. | –   | –   |
| 3.               | Hochfilzen       | 26.            | –   | –   | DNS | 6. | –   | –   |
| 4.               | Oberhof          | 30.            | DNS | –   | –   | 5. | –   | –   |
| 5.               | Ruhpolding       | 13.            | –   | –   | –   | –  | –   | –   |
| 7.               | Lahti            | 9.             | 19. | –   | –   | –  | –   | –   |
| 8.               | Oslo             | 9.             | 7.  | –   | –   | –  | –   | –   |
| 9.               | Chanty-Mansijsk  | 21.            | 6.  | 23. | –   | –  | –   | –   |
| Celkové umístění | Celkové umístění | 15.            | 15. | 42. | –   | 6. | –   | 77% |
| Celkové umístění | Celkové umístění | 297 bodů (22.) |     |     |     | 6. | –   | 77% |

Sezóna 2007/08
| ČSP              | Místo            | SP             | SZ             | HZ  | IZ  | ŠT  | SŠT | STŘ |
| 297 bodů (22.)   | 297 bodů (22.)   | 297 bodů (22.) | 297 bodů (22.) |     |     |     |     |     |
| ---------------- | ---------------- | -------------- | -------------- | --- | --- | --- | --- | --- |
| 1.               | Kontiolahti      | 35.            | 30.            | –   | DNS | –   | –   | –   |
| 2.               | Hochfilzen       | 14.            | DNF            | –   | –   | 9.  | –   | –   |
| 3.               | Pokljuka         | 41.            | –              | –   | –   | 12. | –   | –   |
| 4.               | Oberhof          | 14.            | –              | –   | –   | 5.  | –   | –   |
| 5.               | Ruhpolding       | 26.            | DNS            | –   | –   | 8.  | –   | –   |
| 6.               | Anterselva       | 11.            | 28.            | 16. | –   | –   | –   | –   |
| 7.               | Pchjongčchang    | 23.            | 17.            | –   | –   | –   | –   | –   |
| 8.               | Chanty-Mansijsk  | 7.             | 7.             | –   | –   | –   | –   | –   |
| 9.               | Oslo             | 14.            | 13.            | 20. | –   | –   | –   | –   |
| Celkové umístění | Celkové umístění | 18.            | 22.            | 34. | –   | 7.  | –   | 76% |
| Celkové umístění | Celkové umístění | 225 bodů (26.) |                |     |     | 7.  | –   | 76% |

Sezóna 2008/09
| ČSP              | Místo            | SP            | SZ  | HZ  | IZ  | ŠT | SŠT | STŘ |
| ---------------- | ---------------- | ------------- | --- | --- | --- | -- | --- | --- |
| 1.               | Östersund        | 10.           | 7.  | –   | 9.  | –  | –   | –   |
| 2.               | Hochfilzen       | 7.            | DNF | –   | –   | 6. | –   | –   |
| 3.               | Hochfilzen       | 16.           | –   | –   | 16. | 5. | –   | –   |
| 4.               | Oberhof          | 6.            | –   | DNF | –   | 7. | –   | –   |
| 5.               | Ruhpolding       | 3.            | 9.  | –   | –   | 7. | –   | –   |
| 6.               | Anterselva       | 2.            | 3.  | 19. | –   | –  | –   | –   |
| 7.               | Vancouver        | 10.           | –   | –   | –   | 8. | –   | –   |
| 8.               | Trondheim        | 9.            | 6.  | 4.  | –   | –  | –   | –   |
| 9.               | Chanty-Mansijsk  | 8.            | 21. | 4.  | –   | –  | –   | –   |
| Celkové umístění | Celkové umístění | 5.            | 8.  | 7.  | 14. | 8. | –   | 84% |
| Celkové umístění | Celkové umístění | 776 bodů (7.) |     |     |     | 8. | –   | 84% |

Sezóna 2009/10
| ČSP              | Místo            | SP            | SZ  | HZ  | IZ  | ŠT  | SŠT | STŘ |
| ---------------- | ---------------- | ------------- | --- | --- | --- | --- | --- | --- |
| 1.               | Östersund        | 57.           | –   | –   | 3.  | 9.  | –   | –   |
| 2.               | Hochfilzen       | 28.           | 20. | –   | –   | 10. | –   | –   |
| 3.               | Pokljuka         | 4.            | 6.  | –   | 16. | –   | –   | –   |
| 4.               | Oberhof          | 27.           | –   | 9.  | –   | 6.  | –   | –   |
| 5.               | Ruhpolding       | 4.            | –   | 7.  | –   | –   | –   | –   |
| 7.               | Kontiolahti      | 1.            | 1.  | –   | –   | –   | 4.  | –   |
| 8.               | Oslo             | 2.            | 2.  | 8.  | –   | –   | –   | –   |
| 9.               | Chanty-Mansijsk  | 19.           | –   | 14. | –   | –   | –   | –   |
| Celkové umístění | Celkové umístění | 6.            | 4.  | 8.  | 4.  | 8.  | –   | 85% |
| Celkové umístění | Celkové umístění | 770 bodů (6.) |     |     |     | 8.  | –   | 85% |

Sezóna 2010/11
| ČSP              | Místo            | SP            | SZ  | HZ  | IZ  | ŠT | SŠT | STŘ |
| ---------------- | ---------------- | ------------- | --- | --- | --- | -- | --- | --- |
| 1.               | Östersund        | 3.            | 8.  | –   | 35. | –  | –   | –   |
| 2.               | Hochfilzen       | 2.            | 3.  | –   | –   | 7. | –   | –   |
| 3.               | Pokljuka         | 21.           | –   | –   | 18. | –  | –   | –   |
| 4.               | Oberhof          | 4.            | –   | 15. | –   | 3. | –   | –   |
| 5.               | Ruhpolding       | 14.           | 13. | –   | 48. | –  | –   | –   |
| 6.               | Anterselva       | 60.           | –   | 3.  | –   | 4. | –   | –   |
| 7.               | Presque Isle     | 11.           | 3.  | –   | –   | –  | –   | –   |
| 8.               | Fort Kent        | 6.            | 8.  | 3.  | –   | –  | –   | –   |
| 9.               | Oslo             | 3.            | 2.  | 1.  | –   | –  | –   | –   |
| Celkové umístění | Celkové umístění | 7.            | 5.  | 1.  | 29. | 5. | –   | 79% |
| Celkové umístění | Celkové umístění | 862 bodů (6.) |     |     |     | 5. | –   | 79% |

Sezóna 2011/12
| ČSP              | Místo                | SP             | SZ  | HZ | IZ | ŠT | SŠT | STŘ |
| ---------------- | -------------------- | -------------- | --- | -- | -- | -- | --- | --- |
| 1.               | Östersund            | 5.             | 16. | –  | 1. | –  | –   | –   |
| 2.               | Hochfilzen           | 5.             | 1.  | –  | –  | 5. | –   | –   |
| 3.               | Hochfilzen           | 2.             | 3.  | –  | –  | –  | 10. | –   |
| 4.               | Oberhof              | 2.             | –   | 7. | –  | 5. | –   | –   |
| 5.               | Nové Město na Moravě | 10.            | 4.  | –  | 5. | –  | –   | –   |
| 6.               | Anterselva           | 3.             | –   | 1. | –  | 2. | –   | –   |
| 7.               | Oslo                 | 2.             | 3.  | 2. | –  | –  | –   | –   |
| 8.               | Kontiolahti          | 3.             | 3.  | –  | –  | –  | –   | –   |
| 9.               | Chanty-Mansijsk      | 3.             | 1.  | 1. | –  | –  | –   | –   |
| Celkové umístění | Celkové umístění     | 2.             | 1.  | 1. | 3. | 5. | 8.  | 83% |
| Celkové umístění | Celkové umístění     | 1188 bodů (2.) |     |    |    | 5. | 8.  | 83% |

Sezóna 2012/13
| ČSP              | Místo            | SP            | SZ  | HZ  | IZ | ŠT | SŠT | STŘ |
| ---------------- | ---------------- | ------------- | --- | --- | -- | -- | --- | --- |
| 1.               | Östersund        | 7.            | 2.  | –   | 2. | –  | 12. | –   |
| 2.               | Hochfilzen       | 1.            | 5.  | –   | –  | 7. | –   | –   |
| 3.               | Pokljuka         | –             | –   | 21. | –  | –  | –   | –   |
| 4.               | Oberhof          | 10.           | 5.  | –   | –  | 8. | –   | –   |
| 5.               | Ruhpolding       | 2.            | –   | 2.  | –  | 8. | –   | –   |
| 6.               | Anterselva       | 3.            | 10. | –   | –  | 7. | –   | –   |
| 7.               | Oslo             | 2.            | 5.  | 3.  | –  | –  | –   | –   |
| 8.               | Soči             | 5.            | –   | –   | 1. | 8. | –   | –   |
| 9.               | Chanty-Mansijsk  | 13.           | 11. | 23. | –  | –  | –   | –   |
| Celkové umístění | Celkové umístění | 2.            | 6.  | 2.  | 3. | 8. | 12. | 79% |
| Celkové umístění | Celkové umístění | 924 bodů (2.) |     |     |    | 8. | 12. | 79% |

Sezóna 2013/14
| ČSP              | Místo            | SP            | SZ  | HZ | IZ | ŠT | SŠT | STŘ |
| ---------------- | ---------------- | ------------- | --- | -- | -- | -- | --- | --- |
| 1.               | Östersund        | 4.            | –   | –  | 6. | –  | 8.  | –   |
| 2.               | Hochfilzen       | 36.           | 11. | –  | –  | 7. | –   | –   |
| 4.               | Oberhof          | 1.            | 1.  | 3. | –  | –  | –   | –   |
| 5.               | Ruhpolding       | –             | 12. | –  | 2. | –  | –   | –   |
| 6.               | Anterselva       | 3.            | 5.  | –  | –  | –  | –   | –   |
| 7.               | Pokljuka         | 28.           | 4.  | 1. | –  | –  | –   | –   |
| 8.               | Kontiolahti      | 37.           | 2.  | –  | –  | –  | –   | –   |
| 8.               | Kontiolahti      | 20.           | 2.  | –  | –  | –  | –   | –   |
| 9.               | Oslo             | 1.            | 5.  | 4. | –  | –  | –   | –   |
| Celkové umístění | Celkové umístění | 3.            | 3.  | 1. | 2. | 6. | 8.  | 83% |
| Celkové umístění | Celkové umístění | 793 bodů (3.) |     |    |    | 6. | 8.  | 83% |

Sezóna 2014/15
| ČSP              | Místo                | SP             | SZ  | HZ  | IZ | ŠT | SŠT | STŘ |
| ---------------- | -------------------- | -------------- | --- | --- | -- | -- | --- | --- |
| 1.               | Östersund            | 5.             | 4.  | –   | 1. | –  | 11. | –   |
| 2.               | Hochfilzen           | 8.             | 13. | –   | –  | 2. | –   | –   |
| 3.               | Pokljuka             | 6.             | 1.  | DNF | –  | –  | –   | –   |
| 4.               | Oberhof              | 18.            | –   | 1.  | –  | 3. | –   | –   |
| 5.               | Ruhpolding           | 2.             | –   | 1.  | –  | 2. | –   | –   |
| 6.               | Anterselva           | 1.             | 1.  | –   | –  | 6. | –   | –   |
| 7.               | Nové Město na Moravě | 4.             | 1.  | –   | –  | –  | 11. | –   |
| 8.               | Oslo                 | 1.             | –   | –   | 2. | –  | –   | –   |
| 9.               | Chanty-Mansijsk      | 3.             | 1.  | 4.  | –  | –  | –   | –   |
| Celkové umístění | Celkové umístění     | 1.             | 2.  | 3.  | 2. | 4. | 7.  | 85% |
| Celkové umístění | Celkové umístění     | 1092 bodů (1.) |     |     |    | 4. | 7.  | 85% |

Sezóna 2015/16
Nestartovala
Sezóna 2016/17
| ČSP              | Místo                | SP             | SZ           | HZ           | IZ           | ŠT           | SŠT          | SZD          | STŘ          |
| ---------------- | -------------------- | -------------- | ------------ | ------------ | ------------ | ------------ | ------------ | ------------ | ------------ |
| 1.               | Östersund            | nestartovala   | nestartovala | nestartovala | nestartovala | nestartovala | nestartovala | nestartovala | nestartovala |
| 2.               | Pokljuka             | nestartovala   | nestartovala | nestartovala | nestartovala | nestartovala | nestartovala | nestartovala | nestartovala |
| 3.               | Nové Město na Moravě | nestartovala   | nestartovala | nestartovala | nestartovala | nestartovala | nestartovala | nestartovala | nestartovala |
| 4.               | Oberhof              | 37.            | 34.          | –            | –            | –            | –            | –            |              |
| 5.               | Ruhpolding           | 13.            | DNS          | –            | –            | 8.           | –            | –            |              |
| 6.               | Anterselva           | –              | –            | –            | 27.          | 6.           | –            | –            |              |
| 7.               | Pchjongčchang        | 20.            | 13.          | –            | –            | 10.          | –            | –            |              |
| 8.               | Kontiolahti          | 3.             | 4.           | –            | –            | –            | –            | –            |              |
| 9.               | Holmenkollen         | 21.            | 12.          | 8.           | –            | –            | –            | –            |              |
| Celkové umístění | Celkové umístění     | 21.            | 19.          | 29.          | 26.          | 8.           | 14.          | 14.          | 83%          |
| Celkové umístění | Celkové umístění     | 394 bodů (24.) |              |              |              | 8.           | 14.          | 14.          | 83%          |

Sezóna 2017/18
| ČSP              | Místo            | SP            | SZ           | HZ           | IZ           | ŠT           | SŠT          | SZD          | STŘ          |
| ---------------- | ---------------- | ------------- | ------------ | ------------ | ------------ | ------------ | ------------ | ------------ | ------------ |
| 1.               | Östersund        | DNF           | –            | –            | 14.          | –            | 11.          | –            |              |
| 2.               | Hochfilzen       | 1.            | 3.           | –            | –            | 7.           | –            | –            |              |
| 3.               | Annecy           | nestartovala  | nestartovala | nestartovala | nestartovala | nestartovala | nestartovala | nestartovala | nestartovala |
| 4.               | Oberhof          | 7.            | 6.           | –            | –            | 15.          | –            | –            |              |
| 5.               | Ruhpolding       | –             | –            | 6.           | 6.           | 13.          | –            | –            |              |
| 6.               | Anterselva       | 4.            | 3.           | 1.           | –            | –            | –            | –            |              |
| 7.               | Kontiolahti      | 1.            | –            | 10.          | –            | –            | –            | –            |              |
| 8.               | Holmenkollen     | 2.            | 1.           | –            | –            | 10.          | –            | –            |              |
| 9.               | Ťumeň            | 1.            | 4.           | 1.           | –            | –            | –            | –            |              |
| Celkové umístění | Celkové umístění | 2.            | 5.           | 4.           | 5.           | 11.          | 10.          | 10.          | 87 %         |
| Celkové umístění | Celkové umístění | 804 bodů (3.) |              |              |              | 11.          | 10.          | 10.          | 87 %         |

### Juniorská mistrovství
| Sezóna  | D   | Místo        | SP | SZ | IZ  | ŠT    | Věk    |
| ------- | --- | ------------ | -- | -- | --- | ----- | ------ |
| 2004/05 | MSJ | Kontiolahti  | 1. | 1. | 40. | 6. 4. | 18 let |
| 2005/06 | MSJ | Presque Isle | 7. | 3. | 4.  | –     | 19 let |
| 2006/07 | MSJ | Martell      | 2. | 2. | –   | –     | 20 let |

### Vítězství v závodech světového poháru
Individuální vítězství v závodech světového poháru:
| Sezóna  | Místo                       | Závod                               |
| ------- | --------------------------- | ----------------------------------- |
| 2009/10 | Kontiolahti, Finsko         | stíhací závod (10 km)               |
| 2009/10 | Kontiolahti, Finsko         | sprint (7,5 km)                     |
| 2010/11 | Holmenkollen, Norsko        | závod s hromadným startem (12,5 km) |
| 2011/12 | Östersund, Švédsko          | vytrvalostní závod (15 km)          |
| 2011/12 | Hochfilzen, Rakousko        | stíhací závod (10 km)               |
| 2011/12 | Anterselva, Itálie          | závod s hromadným startem (12,5 km) |
| 2011/12 | Chanty-Mansijsk, Rusko      | závod s hromadným startem (12,5 km) |
| 2011/12 | Chanty-Mansijsk, Rusko      | stíhací závod (10 km)               |
| 2012/13 | Hochfilzen, Rakousko        | sprint (7,5 km)                     |
| 2012/13 | Soči, Rusko                 | vytrvalostní závod (15 km)          |
| 2013/14 | Oberhof, Německo            | sprint (7,5 km)                     |
| 2013/14 | Oberhof, Německo            | stíhací závod (10 km)               |
| 2013/14 | Pokljuka, Slovinsko         | závod s hromadným startem (12,5 km) |
| 2013/14 | Holmenkollen, Norsko        | sprint (7,5 km)                     |
| 2014/15 | Östersund, Švédsko          | vytrvalostní závod (15 km)          |
| 2014/15 | Pokljuka, Slovinsko         | stíhací závod (10 km)               |
| 2014/15 | Oberhof, Německo            | závod s hromadným startem (12,5 km) |
| 2014/15 | Ruhpolding, Německo         | závod s hromadným startem (12,5 km) |
| 2014/15 | Anterselva, Itálie          | sprint (7,5 km)                     |
| 2014/15 | Anterselva, Itálie          | stíhací závod (10 km)               |
| 2014/15 | Nové Město na Moravě, Česko | stíhací závod (10 km)               |
| 2014/15 | Holmenkollen, Norsko        | sprint (7,5 km)                     |
| 2014/15 | Chanty-Mansijsk, Rusko      | stíhací závod (10 km)               |
| 2017/18 | Hochfilzen, Rakousko        | sprint (7,5 km)                     |
| 2017/18 | Anterselva, Itálie          | závod s hromadným startem (12,5 km) |
| 2017/18 | Kontiolahti, Finsko         | sprint (7,5 km)                     |
| 2017/18 | Holmenkollen, Norsko        | stíhací závod (10 km)               |
| 2017/18 | Ťumeň, Rusko                | sprint (7,5 km)                     |
| 2017/18 | Ťumeň, Rusko                | závod s hromadným startem (12,5 km) |